# Regent (Dakota du Nord)
La ville américaine de Regent est située dans le comté de Hettinger, dans l’État du Dakota du Nord. Selon le recensement de 2010, sa population s’élève à 160 habitants.

## Histoire
Regent a été fondée en 1910.

## Démographie
| 1920 | 1930 | 1940 | 1950 | 1960 | 1970 |
| ---- | ---- | ---- | ---- | ---- | ---- |
| 262  | 308  | 261  | 405  | 388  | 344  |

| 1980 | 1990 | 2000 | 2010 | - | - |
| ---- | ---- | ---- | ---- | - | - |
| 297  | 268  | 211  | 160  | - | - |

## Source
- (en) Cet article est partiellement ou en totalité issu de l’article de Wikipédia en anglais intitulé « Regent, North Dakota » (voir la liste des auteurs).

1. ↑  (en) « Statistiques des États-Unis - Dakota du nord - Profils des comtés de 2010 » (consulté en juin 2021)